# Sammy Morris
Samuel „Sammy“ Morris (* 23. März 1977 in Oxford, England) ist ein ehemaliger US-amerikanischer American-Football-Spieler auf der Position des Runningbacks. Er spielte für die Buffalo Bills, Miami Dolphins, New England Patriots, und Dallas Cowboys in der National Football League (NFL).

## Karriere
2000 wurde Morris in der 5. Runde des NFL Drafts von den Buffalo Bills ausgewählt. Bis 2007 war er ein durchschnittlicher Reserve-Runningback, der 2006 für vier Spiele wegen Dopings gesperrt wurde. Am 3. März 2007 unterzeichnete er einen Dreijahresvertrag bei den New England Patriots. Dort spielte er zusammen mit Laurence Maroney und erlangte weitaus bessere Statistiken als die Jahre zuvor. Aufgrund einer Brustverletzung am 2. November 2007 konnte er die Saison nicht beenden.
Seit 2013 ist Morris ist ein Assistenztrainer an der Attleboro High School in Attleboro, Massachusetts.